# Captain Kidd (filme)
Captain Kidd (bra: Capitão Kidd) é um filme norte-americano de 1945, do gênero aventura, dirigido por Rowland V. Lee e estrelado por Charles Laughton e Randolph Scott.